# Valerij Movčan
Valerij Ivanovič Movčan (in russo Валерий Иванович Мовчан?; 14 giugno 1959) è un ex pistard russo, fino al 1991 sovietico.

## Palmarès

### Olimpiadi
- 1 medaglia:
  - 1 oro (Mosca 1980 nell'inseguimento a squadre)